# Ramon Cortès Casanovas
Ramon Cortès Casanovas (Terrassa, 19 de novembre de 1906 – 18 de maig de 1977). Pintor impressionista català, que portava a la sang la necessitat de pintar, trobant un equilibri entre els seus retrats, paisatges i bodegons. Extraordinàriament dotat per la pràctica del seu art, tenia una habilitat i una traça increïbles. Pintà sempre del natural. Considerat un pintor cromàtic, era també un formidable dibuixant.
Impressionista autèntic que oferí la seva pintura tal com era, tal com la sentia, la seva única preocupació era la pintura, que per ell era treball, descans, goig i sofriment. Artista sòlid, coherent i equilibrat, que ha elaborat al llarg dels anys una obra plàstica que es distingeix per la seva elegància i sobrietat.

## Biografia
Ramon Cortès nasqué a Terrassa a Can Cortés del Raval, núm.6. Als sis anys passà a viure al carrer de Suris, núm.15, també de Terrassa, on residí la resta de la seva vida i portà la seva muller quan es casà.
Estudià comerç al Reial Col·legi de les Escoles Pies de Terrassa i passà a freqüentar les aules de l'Escola Municipal d'Arts i Oficis també de Terrassa, sota la direcció de Tomàs Viver i Aymerich, que fou, pròpiament, el seu mestre.
El 1934 a l'edat de vint-i-set anys, es casà amb la terrassenca Anna Ferran i Elies (1908-2004). Van tenir dos fills, Rosa Maria i Pere.
L'any 1943 inicià la tasca docent al Real Colegio de las Escuelas Pias de Terrassa, centre on impartia dibuix i pintura. També donava classes a la segona planta de l'edifici que alberga Amics de les Arts de Terrassa i que s'anomenà Estudi Cortès, Acadèmia d'Art. Molts dels seus alumnes són actualment professionals de les arts plàstiques.
Ramon Cortés va ser fundador i més tard soci número 1 fins que va morir, de l'entitat Amics de les Arts i Joventuts Musicals de Terrassa.
Tots els estius els passà fora de Terrassa. Cadaqués, Vacarisses, Mura i finalment Vilanova i la Geltrú.
Durant la seva vida realitza 76 exposicions, en sales com : Sala Maragall (Sala Parés), Sala Busquets, La pinacoteca, Galeries Syra, Galerías Argos, Saló Sant Jordi de Barcelona, Amics de les Arts, Sala Vallparadis, Galeries Grau, Galeries Sant Lluc, Galeries Plaça Clavé, Galeries Alavedra de Terrassa, Exposición Nacional de Bellas Artes (Palacio del Retiro) de Madrid, Galeries Vives i Acadèmia de Belles Arts de Sabadell, Galeries Rambla i Galeries Prisma de Vilanova i la Geltrú, entre d'altres.
El Desembre 1976 - Gener 1977 exposà per última vegada a la galeria d'Art Soler/Casamada de Terrassa.
El dia 18 de maig de 1977, Ramon Cortés i Casanovas mor a Terrassa a l'edat de setanta anys.

## El pintor

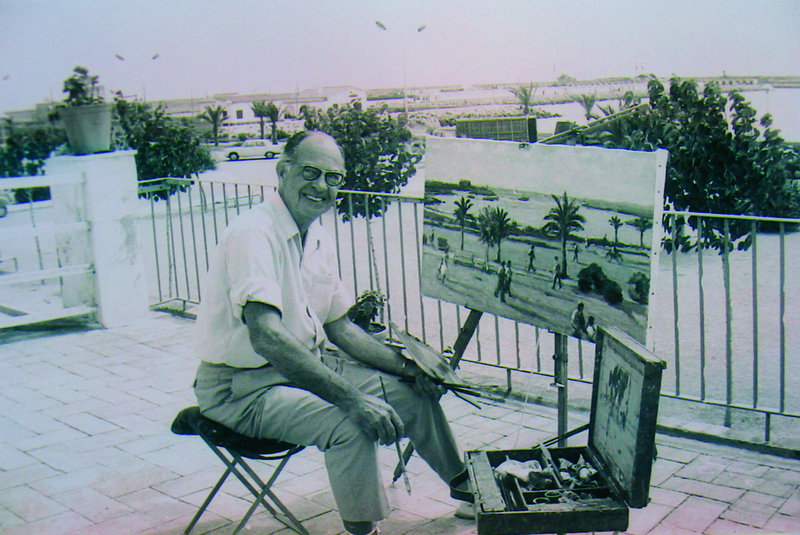
R. Cortés a la terrassa de casa seva, Vilanova i la Geltrú 1974

En la distinció entre pintors gràfics i pintors cromàtics, Ramon Cortés fou un d'aquest darrers. Era un formidable dibuixant i feu quantitat immenses de dibuixos, però els seus dibuixos són sempre de pintor. Fou un pintor autèntic que oferia la seva pintura tal com era i donant sempre la seva bona veritat. Fou també un pintor honest que no pretengué afalagar el gust del públic ni muntar mai publicitats.
No seguí tampoc, per aplicar el color, criteris simbòlics ni ornamentals. Amb Ramon Cortés no és gaire lícit parlar de sentiments poètics o melòdics ni d'orquestracions, el color té solament valors pictòrics, fills de l'observació sensible del natural i de l'inspirat encert en la febril amalgama dels pigments a la paleta. Això aplicat amb una factura audaç i desimbolta.
El que és clar, és que Ramon Cortés, no fou un pintor d'al·legories ni simbolismes, sinó que plasmava allò que veia de manera real, sense cap més pretensió que la de mostrar la realitat de la vida quotidiana.
A la seva última etapa (Vilanova i la Geltrú 1966-1977), el pintor ja feia anys que havia entrat en una maduresa artística, i aquesta etapa, per molts la millor fase, trobem a un Ramon Cortés rejovenit. El traç es convertí en espontaneïtat absoluta, la pinzellada fou molt més enèrgica que en etapes anteriors, ara amb quatre pinzellades creava una figura humana o una barca.
Aquest últims anys deixà de pintar espès i usà savis refregats a punta de pinzell poc carregat de color, sobre la tela blanca que traspua aquí i allà. Els tons més preciosos queden juxtaposats amorosament.
Despullat de gangues, renunciant a aquella “infernal comoditat del pinzell”, Ramon Cortés ens diu, a última hora, la seva millor veritat amb poques, exactes, i lúcides pinzellades.

## La Figura Humana
No plaïa a Ramon Cortés que el cataloguessin en una especialitat, i feia bé, ja que un pintor ha de saber-ho pintar tot. No obstant Ramon Cortés concedia una especial jerarquia a la figura humana.
Fou un dels més qualificats retratistes del moment i no només en l'àmbit local. Durant la seva trajectòria professional fou el retratista oficial de Terrassa.
Va immortalitzar a la tela gent molt diversa, com el Pallaire de la barba "El Peregrino".
Un tema que va atraure l'atenció del pintor fou la representació de persones d'ètnia gitana.
Una obra emblemàtica que ha estat valorada molt positivament per la crítica és la mítica La Rosario(1944). Ramon Cortés vol destacar la figura per sobre de tot, i ho aconseguí amb el fons llis; així la figura respira i no hi ha res que pugui distreure l'espectador. Cèsar Cabanes un unes pàgines de l'apartat "De Arte" de la prensa local diu que aquesta obra : "Fue justamente elogiada por la grandiosidad del estilo, el perfecto carácter y el justo colorido; es una obra en la que Ramón Cortés ha penetrado profundamente en el alma de la raza y la pasma maravillosamente".

## Reconeixements
- Del 13 de març al 2 d'abril de 1978, Amics de les Arts li reté un homenatge amb l'exposició pòstuma de les seves obres.
- El dia 15 de març de 1978, Paulina Pi de la Serra hi pronuncià una conferència amb el títol de “El Ramon Cortés que jo he conegut”.
- L'any 1981, el pintor i amic Jacint Morera i Pujals publicà un llibre en forma de biografia titulat “Ramon Cortés i el seu entorn”.
- L'any 1997 amb motiu del 20è aniversari de la seva mort, va tenir lloc una xerrada-col·loqui pel crític d'art Josep Boix, així com una exposició de les seves obres al Casal de Cultura de Matadepera.
- L'any 2002, per commemorar el 25è aniversari de la seva mort, Amics de les Arts de Terrassa, va exposar l'obra de l'última etapa del pintor.
- Del 2 de març al 9 d'abril de 2006, es va fer una gran retrospectiva de tota la seva obra al Centre Cultural de Terrassa, amb l'edició del llibre “Ramon Cortés, la seva vida, la seva obra” de Blanca Cubells.